# Ломоносівка (Калінінградська область)
Ломоносівка (рос. Ломоносовка) — селище Полєського району, Калінінградської області Росії. Входить до складу Саранського сільського поселення.
Населення —  144 особи (2015 рік). 

## Населення
| 1939 | 2002 | 2010 | 2012 | 2013 |
| ---- | ---- | ---- | ---- | ---- |
| 351  | ↘140 | ↗144 | ↗171 | ↘161 |